# Harmony Gold
Harmony Gold ist im Jahre 2014 das drittgrößte Goldbergbauunternehmen Südafrikas und der elftgrößte Goldförderer der Welt.

## Unternehmensangaben
Das Unternehmen mit Sitz im südafrikanischen Randfontein machte 2014 einen Umsatz von 1,5 Milliarden US-Dollar bei einer Produktion von ca. 1,1 Millionen Unzen Gold. Das Unternehmen notiert an der Johannesburg Stock Exchange (Kürzel HAR), der New Yorker Börse (Kürzel HMY) und der Berliner Börse (Kürzel HAM1). 48 % der Anteile werden von Südafrikanischen Investoren gehalten, weitere 38 % sind im Besitz US-amerikanischer Institutionen.
In Südafrika betreibt Harmony mehrere Goldbergwerke. Im Jahr 2020 übernahm das Unternehmen das Bergwerk Mponeng von Anglogold Ashanti. Dieser Betrieb hat die weltweit größte Teufe (Stand 2024) von 3891 Metern erreicht.
Abgesehen von Südafrika verfügt die Gesellschaft auch über Minen in Papua-Neuguinea (Hidden Valley und Wafi-Golpu project). Im Dezember 2022 übernahm Harmony das auf einer Fläche von 2100 km2 ausgedehnte Eva Copper Mine Project im australischen Bundesstaat Queensland.

## Geschichte
Das Unternehmen wurde 1950 gegründet. Von 1994 bis 2005 wächst das Unternehmen besonders durch Akquisitionen stark. Der südafrikanische Milliardär und Gründer anderer Bergbauunternehmen, Patrice Motsepe, wird 2005 Vorstandsvorsitzender. In den folgenden Jahren weitet das Unternehmen seine Geschäftsfelder aus und schließt neben weiteren Zukäufen auch strategische Allianzen mit anderen Bergbauunternehmen.
Am Morgen des 3. Oktober 2007 wurde durch den Bruch einer Druckluftleitung, welche in einem Aufzugschaft nach unten stürzte, der Hauptaufzug der Elandsrand-Goldmine (auch Elandskraal-Mine) im Far West Rand, etwa 10 km südwestlich von Carletonville in der Provinz Gauteng, außer Betrieb gesetzt. Daraufhin saßen 3.200 Bergarbeiter in 2.150 Metern Tiefe fest. Bis zum Abend des 4. Oktober konnten alle Kumpel gerettet werden. Bei dem Unfall sei niemand verletzt oder getötet worden, die Kumpel verfügten über Frischluft und Wasser. Die Bergung der bei rund 40 Grad Celsius Lufttemperatur Eingeschlossenen verzögert sich durch einen schlecht gewarteten Ausweichschacht und wegen der geringen Kapazität des Lastenaufzugs, mit dem die Bergarbeiter gerettet werden.
In einem von Harmony nicht mehr genutzten Minenschacht kamen 2009 bei einem Feuer 78 Menschen ums Leben. Die Personen hatte illegal nach Gold gesucht. 2017 starben in einem weiteren, nicht mehr benutzten Schacht 25 Menschen. 2017 wurde ein Auftragsmord an einem Minenleiter von Harmony Gold verübt. Der Fall wurde mit Illegalen Goldsuchern in Zusammenhang gebracht.
Nachdem im Dezember 2012 fast 600 Mitarbeiter vom Unternehmen suspendiert wurden, kam es zu Protesten von etwa 1.700 Arbeitern. Bei den Protesten sollen Arbeiter auf Sicherheitswachmänner geschossen haben. Diese hatten daraufhin mit Gummigeschossen auf die Arbeiter geschossen, wobei fünf Arbeiter verletzt wurden.
Im Finanzjahr 2021/22 kamen dreizehn Menschen in Minen der Firma ums Leben. Im darauffolgenden Finanzjahr waren es sechs Menschen.

## Weiteres
Das Unternehmen erhielt 2002 eine Lizenz, um Replikas des „einen Ringes“ aus der Herr-der-Ringe-Trilogie in Nordamerika zu verkaufen.

## Produktion
Nach dem Harmony Gold Jahresbericht 2014/15 und den Quartalsberichten 2014 ergaben sich folgende Angaben:
| Mine          | Land | Beteiligung | Produktion 2014 in oz | Reserven(P+P) in tausend oz | AISC in US-$ |
| ------------- | ---- | ----------- | --------------------- | --------------------------- | ------------ |
| Bambanani     | RSA  | 100 %       | 82.800                | 647                         | 774 $        |
| Doornkop      | RSA  | 100 %       | 83.700                | 1.319                       | 1.537 $      |
| Hidden Valley | PNG  | 50 %        | 105.800               | 1.700                       | 1.288 $      |
| Joel          | RSA  | 100 %       | 75.100                | 1.225                       | 994 $        |
| Kusasalethu   | RSA  | 100 %       | 150.900               | 6.833                       | 1.533 $      |
| Masimong      | RSA  | 100 %       | 87.400                | 947                         | 1.321 $      |
| Phakisa       | RSA  | 100 %       | 95.700                | 1.694                       | 1.428 $      |
| Steyn2        | RSA  | 100 %       | 12.600                | -                           | 801 $        |
| Unisel        | RSA  | 100 %       | 59.100                | 307                         | 1.168 $      |
| Target1       | RSA  | 100 %       | 144.500               | 1.680                       | 917 $        |
| Target3       | RSA  | 100 %       | 45.400                | 1.155                       | 1.478 $      |
| Tshepong      | RSA  | 100 %       | 135.800               | 4.095                       | 1.218 $      |
| Gesamt        |      |             | 1.150.000             |                             | 1.253 $      |